# Nebtinubchet Seschseschet
Nebtinubchet Seschseschet (auch Nubchetnebti Seschseschet) war eine Prinzessin der altägyptischen 6. Dynastie und eine Tochter von Pharao Teti.

## Herkunft und Familie
Nebtinubchet Seschseschet war eine Tochter von Pharao Teti, dem ersten Herrscher der 6. Dynastie. Sie wurde offenbar nach Tetis Mutter Seschseschet benannt. Teti hatte mindestens drei königliche Gemahlinnen: Iput I., Chuit und eine Frau, deren Name nur unvollständig überliefert ist und vielleicht Chentkaus lautete. Welche dieser Frauen die Mutter Nebtinubchets war, ist unbekannt. Zahlreiche Geschwister oder Halbgeschwister Nebtinubchet Seschseschets sind bekannt: Ihre Brüder Userkare und Pepi I., die beide nach Tetis Tod den ägyptischen Thron bestiegen, sowie mehrere Schwestern. Eine von ihnen hieß Inti, weitere Schwestern trugen ebenfalls den Namensbestandteil Seschseschet (Seschseschet Scheschit, Seschseschet Scheschti, Seschseschet Watetchethor).
Nebtinubchet Seschseschet war mit dem Wesir Kagemni verheiratet. Aus der Ehe gingen mehrere Kinder hervor, von denen aber nur der älteste Sohn Tetianch namentlich bekannt ist.

## Titel
Seschseschet Nebtinubchet trug den Titel einer geliebten leiblichen Königstochter.

## Grabstätte
Nebtinubchet Seschseschet wurde in der Mastaba ihres Mannes nahe der Teti-Pyramide in Sakkara beigesetzt. Sie ist im Grab zweimal bildlich dargestellt aber nur einmal namentlich benannt.